# انتماءات رؤساء الولايات المتحدة الأمريكية الدينية

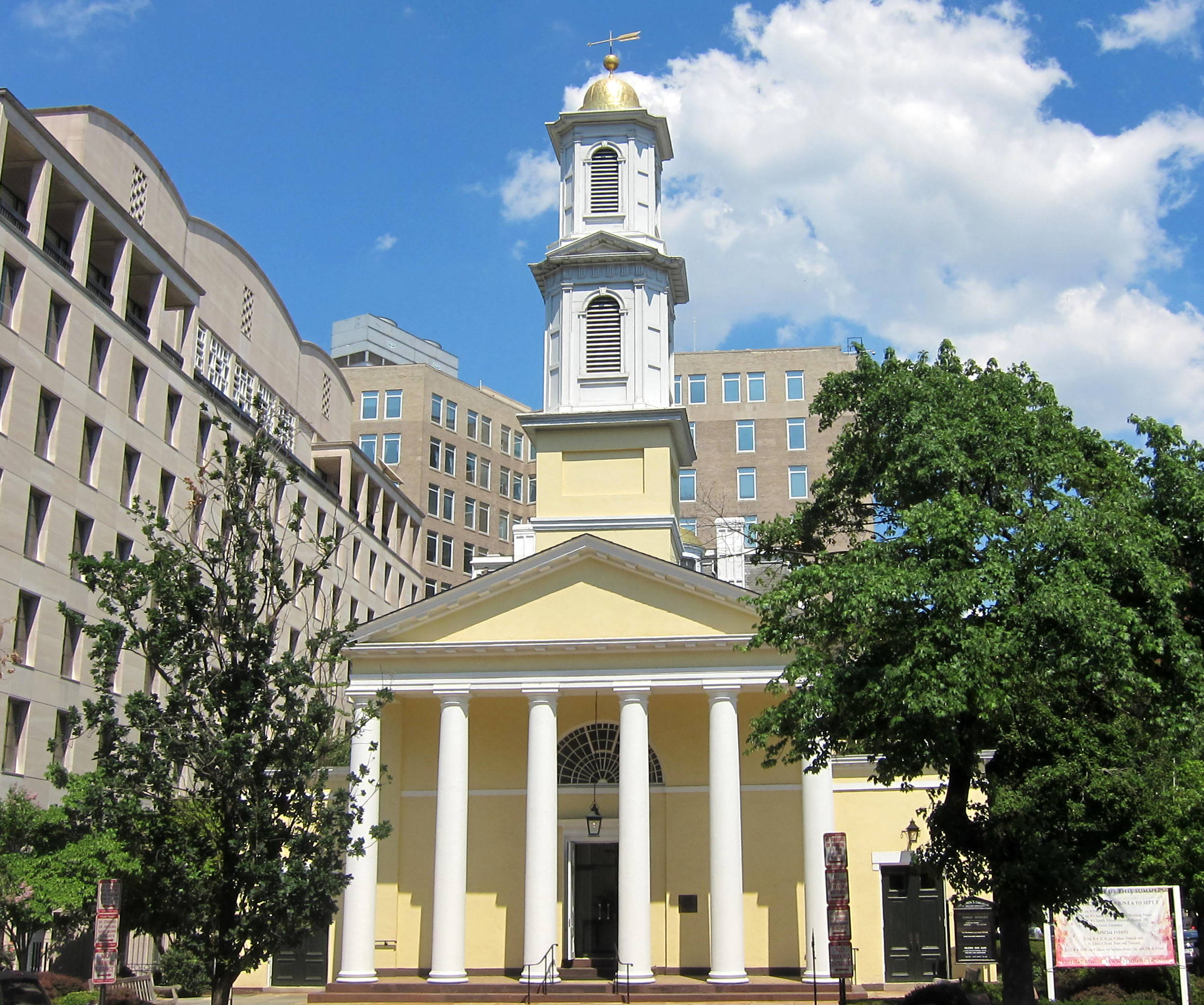
نتمي غالبية الرؤساء الأمريكيين إلى بعض الديانات البروتستانتية. كنيسة القديس يوحنا الأسقفية ، وهي كنيسة أسقفية في واشنطن العاصمة ، وقد زارها كل رئيس جالس منذ جيمس ماديسون.

شغل منصب رئيس الولايات المتحدة الأمريكية خمسة وأربعون رئيساً ، ينحدرون من 18 ولاية فقط من أصل 50 ولاية. جميعهم من الذكور البيض ، باستثناء الرئيس الرابع والأربعين باراك أوباما ، من المعروف أن المادة السادسة من دستور الولايات المتحدة لا ينص على معايير الديني لتولي المناصب أو شرط لوظيفة عامة. ومع ذلك ، كان جميع رؤساء الأمة تقريبًا مسيحيين وكان العديد منهم من الأساقفة أو المشيخيين ، بينما ينتمي معظم الباقين إلى طوائف بروتستانتية بارزة أخرى. كان للولايات المتحدة رئيس كاثوليكي واحد (جون ف. كينيدي). كان هناك أربعة رؤساء غير متطرفين. لم يعلن أي رئيس علانية أنه ملحد.
| انتماءات رؤساء الولايات المتحدة الأمريكية الدينية | يكون الشيوخ والنواب المشار إليهم آنفا، وأعضاء المجالس التشريعية لمختلف الولايات، وجميع الموظفين التنفيذيين والقضائيين التابعين للولايات المتحدة ولمختلف الولايات، ملزمين بموجب يمين أو إقرار بدعم هذا الدستور. ولكن لا يجوز أبداً اشتراط معيار ديني كمؤهل لتولي أي منصب رسمي أو مسؤولية عامة في الولايات المتحدة. | انتماءات رؤساء الولايات المتحدة الأمريكية الدينية |

## الانتماء الرسمي
يتمتّع معظم الرؤساء الأمريكيين بعضوية رسمية في كنائس أو هيئات دينية معينة، ومن الممكن تحديد الانتماء الديني لكافة الرؤساء بدءًا من جيمس جارفيلد. أما الرؤساء الذين سبقوه، فكان الانتماء الرسمي للكنيسة يحصل بعد ترك المنصب، وفي كثيرٍ من الحالات، لم ينضمّ الرئيس إلى أي كنيسة. في المقابل، انتمى جميع الرؤساء منذ عهد جورج واشنطن وحتى جون كوينسي آدمز إلى الكنيستَين الأنجليكانية والتوحيدية، لكن أهمية الانتماء الديني لهؤلاء ليست ذا شأنٍ كبير لأنه لا يعكس المعتقدات الحقيقية لأصحابه.
تغيّر نمط الالتزام الديني تغيّرًا هائلًا على مرّ تاريخ الولايات المتحدة، فأصبح نمط الانتماءات الدينية للرؤساء لا يمثّل عدد أتباع تلك الديانات. انتمى عدد كبير من رؤساء الولايات المتحدة إلى الكنيسة الأسقفية، لكن عدد أتباع هذه الكنيسة اليوم لا يتجاوز نسبة 2% من تعداد سكان البلاد، وذلك لأن كنيسة انجلترا -التي اشتُقت منها الكنيسة الأسقفية- كانت الكنيسة السائدة في بعض المستعمرات البريطانية (مثل نيويورك وفيرجينيا) قبل اندلاع الثورة الأمريكية. كانت الكنيسة الأسقفية أكبر بكثير في السابق، ولم ينحدر عدد أتباعها إلا في العقود القليلة الماضية، فكان الرؤساء السبع الأوائل الذين ينتمون إلى الكنيسة الأسقفية من ولاية فيرجينيا. حظيت الكنيسة التوحيدية بنسبة تمثيل فائقة أيضًا، ما يعكس أهمية هاتين الكنيستين اللتين تأسستا في عصر المستعمرات. في المقابل، كان تمثيل الكنيسة المعمدانية متدنيًا، ما يعكس توسّعها المتأخر وازدياد عدد أعضائها، أما الكنيسة الكاثوليكية فحظيت بتمثيل رئيسَين فقط، أحدهما الرئيس الحالي لأمريكا، مع أن الكاثوليكية هي المذهب الأكبر في البلاد. لم تشهد الولايات المتحدة وصول رئيس ينتمي إلى الطائفة السبتية أو التجديدية العماد أو اللوثرية أو الأرثوذكسية أو الخمسينية أو حركة قديسي الأيام الأخيرة.
التحق معظم الرؤساء بالكنيسة رسميًا في عهد متأخر من حياتهم، لكن تاريخ الرؤساء شهد ضربًا من الحكايات حول تحوّل الانتماء الديني للرؤساء في ساعات الاحتضار. يشكك كُتّاب السيرة في تلك الادعاءات، لكن تعميد الرئيس جيمس بوك موثّق جيدًا.

## المعتقدات الدينية الشخصية
تصعب معرفة المعتقدات الذاتية للرؤساء موازنة بانتمائهم إلى كنائس معينة. تحدّث بعض الرؤساء عن الدين بصراحة نسبيًا، لكن بعضهم كان أكثر تحفظًا، إلى درجة جهلنا التام بالمعتقد الديني للبعض. حاول الباحثون الوصول إلى استنتاجات بالاعتماد على أنماط معينة مثل مدى تردد الرئيس على الكنيسة أو الإشارات الدينية التي قد يستخدمها في خطاباته السياسية. إذا لم يفصح الرئيس عن انتمائه الديني علنًا، فتصعب معرفة انتمائه بدقة، أي قد يكون لادينيًا، أو غير متقيدٍ بالتعاليم الدينية، أو ربما ارتأى أن الدين ليس من الشؤون التي يجب إظهارها للعامة.
أبدى العديد من الرؤساء، في المقابل، انحيازهم لكنيسة ما، لكنهم أخفوا انتسابهم لها لفترة من الوقت. تحالف الرئيس جيمس بيوكانان مع الكنيسة المشيخية مثلًا، لكنه امتنع عن الانضمام إليها حتى ترك منصبه الرئاسي.
غيّر بعض الرؤساء انتماءهم ومعتقدهم الديني في مرحلة ما من حياتهم، لذا يُعدّ الخلط بين تصريحات معينة لبعض الرؤساء مع انتمائهم الديني من فترات مختلفة أمرًا مضللًا.

## الربوبية والآباء المؤسسون
كانت الربوبيّة فلسفةً دينية شائعة في زمن المستعمرات، وقد ارتبط اسم بعض الآباء المؤسسين مع هذا النظام الديني (أبرزهم توماس بين الذي أيّد الربوبية صراحة، وبنجامين فرانكلين الذي تحدّث عنها في سيرته الذاتية). اعتنق توماس جيفرسون الربوبيّة في فترة متأخرة من حياته، ويُعرف عن كلٍّ من واشنطن وجيمس ماديسون وجيمس مونرو وجون تايلر امتلاكهم معتقدات ربوبية إلى حدٍّ ما.

## التوحيدية واللاثالوثية
عُرف عن 4 رؤساءٍ انتماؤهم إلى الكنائس التوحيدية، في حين كان الخامس (جيفرسون) من دعاة الأفكار التي يشيع ارتباطها بالكنيسة التوحيدية. خرج التوحيديون عن عقيدة الثالوث في المسيحية، وهو ما يطرح السؤال عن مدى التزام هؤلاء الرؤساء بالمعتقدات والمبادئ المسيحية. نجد الجواب في تصريحات الرؤساء أنفسهم: فترك جون كوينسي آدامز إعلانًا مفصلًا عن معتقداته، في حين ذُكر أن وليام هوارد تافت قال لأحد رفاقه: «أهتم بانتشار الحضارة المسيحية، لكنني لن أدخل في سجالٍ عقائدي عن المعتقد والمذهب سواءً أهُزمت أم لا… إذا كان أفق تفكير الناخب الأمريكي ضيقًا إلى درجة تمنعه عن انتخاب مرشح توحيدي، فلا بأس بذلك، يمكنني تحمّل ذلك».
شغل منصب الرئيس الأمريكي اثنين من الكويكرز (هربرت هوفر وريتشارد نيكسون)، ومن الصعب العثور على معلومات عن دين كلّ منهما. طائفة الكويكرز، أو جمعية الأصدقاء الدينية، طائفة لا تحدّدها العقائد، وهذا جوهر طبيعتها، لكن تحديد مدى التزام هوفر أو نيكسون بالممارسات الدينية أمرٌ صعبٌ من الأساس. على سبيل المثال، يشيع لدى الكويكرز رفض حلف اليمين، لكن السجلات تظهر أن نيكسون أدى اليمين لدى استلام منصب الرئيس وفق الطريقة التقليدية في كافة المواقف، ومع أن أداء هوفر للقسم لا يزال موضع شبهة، توجد دلائل صحفية واستدلاليّة تؤكد أنه فعل ذلك. لم ينضم أبراهام لينكون إلى أيّ كنيسة رسميًا، لكن بعض الأبحاث تزعم أنه قد تلقى تعاليم طائفة الكويكرز. فضلًا عن ذلك، حضر لينكون عددًا من اللقاءات مع الكويكرز إبان شغل منصب الرئيس، وأجرى تحقيقات عن مزاعمٍ حول أصله الذي يعود إلى طائفة الكويكرز.
كان دوايت أيزنهاور الرئيس الآخر والأخير الذي لم يرتبط بأي كنيسة لاثالوثية، فانتقلت عائلته سابقًا جماعة أخوية النهر إلى أسلاف شهود يهوه. عُمّد أيزنهاور في كنيسة مشيخية بعد فترة قصيرة على استلام منصب الرئيس، وهو الرئيس الوحيد -حتى الآن- الذي شهد هذا الطقس الديني بالتزامن مع شغل منصبه الرئاسي، وكان انتسابه إلى الأكاديمية العسكرية الأمريكية يدلّ على تناقضٍ حادٍ مع تعاليم الجماعات التي انتمى إليها والداه.

## رؤساء لادينيون
لا دليل على امتلاك الدين أهمية في حياة بعض رؤساء الولايات المتحدة. على سبيل المثال، لا وجود تقريبًا لدليل عن المعتقدات الدينية الشخصية للرئيس مونرو، لكن سبب ذلك قد يعود إلى تلف معظم مراسلاته الشخصية، والتي ربما سجّل فيها الرئيس عواطفه وأفكاره الدينية. يحيط الجدل بتلك الادعاءات، مثلما هو الحال بخصوص الربوبية. لم يعلن أي رئيس أمريكي عن إلحاده.